# Ковальчук Степан Іванович
Степа́н Іва́нович Ковальчу́к (2 вересня 1933, с. Солонка, нині Пустомитівського району Львівської області — 25 грудня 2016) — український ботанік. Кандидат сільськогосподарських наук (1962). Заслужений природоохоронець України (2009).

## Біографія
Закінчив 7 класів у селі Солонка, 1951 року — середню школу в селі Сокільники, 1956 року — біологічний факультет Львівського університету.
Працював у 1956—1958 роках на Дрогобицькій обласній дослідній станції: молодший науковий працівник, в. о. завідувача лабораторії. Навчався (15 квітня 1958 — 15 квітня 1961) в аспірантурі у Всесоюзному науково-дослідному інституті цукрового буряка (Київ). Працював з 1961 року асистентом, старшим викладачем, доцентом (з 1966 року), завідувачем кафедри ботаніки, фізіології та захисту рослин (з 1988 до 1994 року) Кам'янець-Подільського сільськогосподарського інституту (нині Подільський державний аграрно-технічний університет).
Від 1998 року науковий співробітник відділу науки Національного природного парку «Подільські Товтри».
Кандидатська дисертація про фізіологічну роль кальцію для цукрових буряків. Вчився в докторантурі (1970—1972), підготував докторську дисертацію про фізіологічну роль кальцію для маточників і насінників цукрових буряків.

## Відзнаки
5 червня 2009 року надано звання «Заслужений природоохоронець України» — за вагомий особистий внесок у вирішення екологічних проблем, розвиток природоохоронної справи, збереження навколишнього природного середовища.

## Публікації
https://scholar.google.com.ua/citations?user=ndDTLGYAAAAJ&hl=en&citsig=AMD79oqNRwQx5Q7NsmcPdeb38r_PECYKOA [Архівовано 21 Лютого 2019 у Wayback Machine.]